# Vittorio Cassar
Vittorio Cassar (malt. Vitor Cassar) (ur. ok. 1550, zm. ok. 1609), urodzony Gio Vittorio Cassar był to maltański architekt i inżynier wojskowy. Był synem słynnego architekta Girolamo Cassara (potomka sycylijskiej rodziny, osiadłej na Malcie od XIV wieku). W roku 1587 został przyjęty jako rycerz do Zakonu św. Jana. Na początku XVII wieku został inżynierem-rezydentem Zakonu, kierował modernizacją Cittadelli na Gozo w latach 1600–1603.
Wiele szczegółów dotyczących jego życia jest niepewnych, w tym daty narodzin i śmierci. Twierdzi się, że zaprojektował niektóre z wież Wignacourta i kilka kościołów, ale nie ma na to dowodów.

## Biografia
Vittorio Cassar był prawdopodobnie pierworodnym synem Girolamo Cassara i jego żony Mattei, był ulubieńcem swojego ojca i jego głównym spadkobiercą. Mówi się, że urodził się około 1550 roku, ale ta data jest głównie oparta na spekulacjach.
Cassar został przyjęty jako rycerz do Zakonu św. Jana 9 kwietnia 1587 roku, wchodząc do Langue Kastylii, Léon i Portugalii (nie było osobnego langue dla rycerzy maltańskich). 18 maja tego samego roku został mianowany serjeant-at-arms w kolegiacie św. Pawła Rozbitka w Valletcie. Około roku 1594 Zakon wysłał Cassara w podróż do różnych miast we Włoszech, aby tam studiował najnowsze style architektoniczne, oraz poznał sławnych inżynierów.

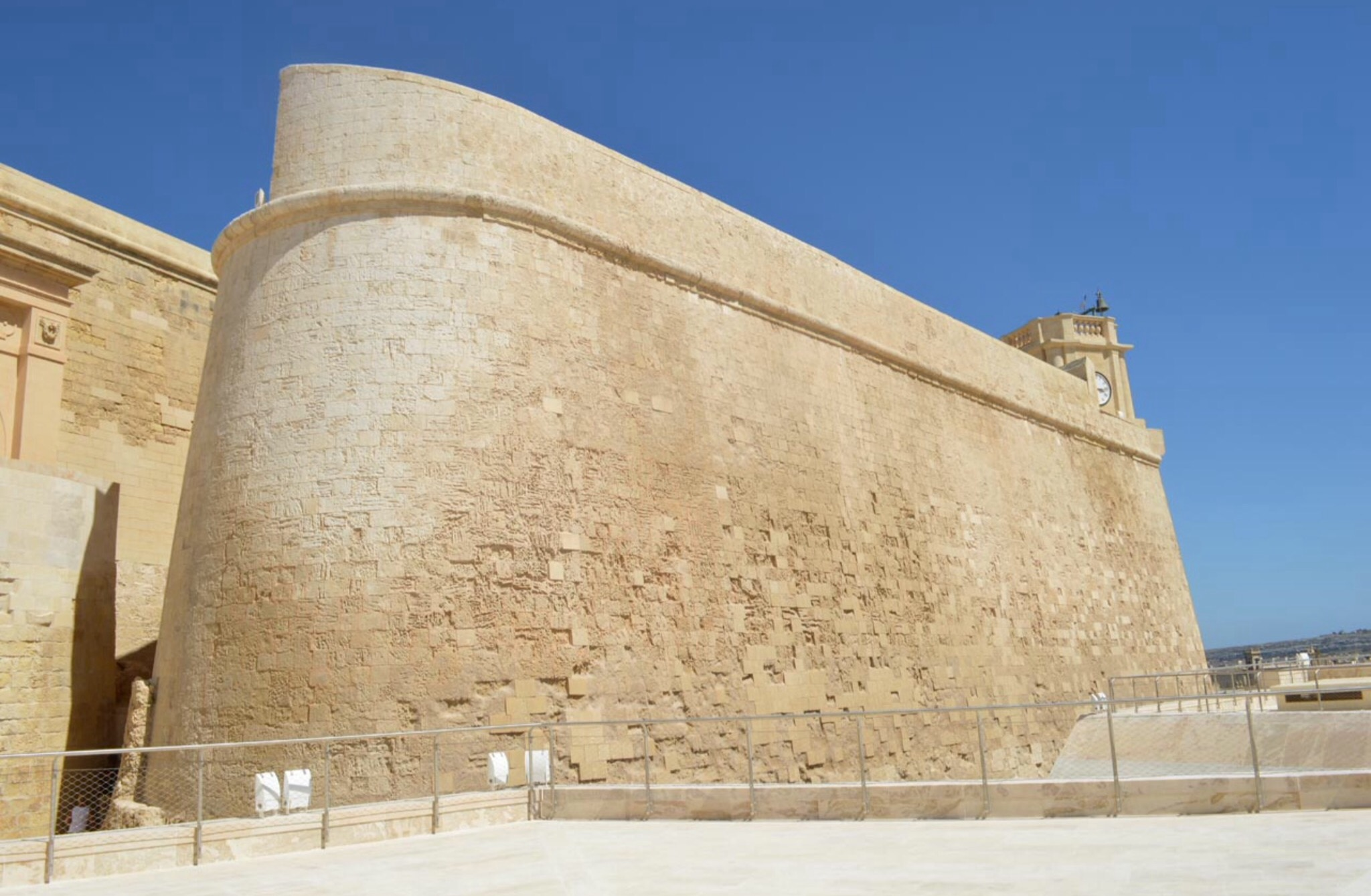
Cassar kierował modernizacją Cittadelli w latach 1600–1603

Około roku 1600 Cassar został mianowany inżynierem-rezydentem Zakonu; stanowisko to było poprzednio zajmowane przez jego ojca. We wrześniu 1600 roku Cassar został przydzielony do kierowania modernizacją fortyfikacji Cittadelli na Gozo. Podczas swojego pobytu na tej wyspie wykonał on projekt wieży Garzes, lecz jej budowę zakończono po opuszczeniu Gozo przez Cassara. Cassara nieprzyjazne relacje z gubernatorem wyspy, Fra Ferdinando de Rosolmini, doprowadziły do opuszczenia przez niego Gozo w sierpniu 1603 roku, kiedy gubernator próbował zapewnić zakwaterowanie dla nieokreślonej liczby żołnierzy.
Data i okoliczności śmierci Cassara nie są znane. Tradycyjnie twierdzi się, że zmarł w roku 1607, w którym, w kaplicy św. Barbary w Cittadelli, umiejscowił tablicę upamiętniającą samego siebie. Jednakże historyk wojskowości Stephen C. Spiteri twierdzi, że ten zmarł około połowy czerwca 1609 roku, a niektóre zapiski sugerują, że został pochowany w Valletcie. Vittorio Cassar definitywnie nie żył w dniu 14 maja 1615 roku, kiedy jego matka Mattea sporządziła swój testament, w którym wspominała o mszach za spokój duszy Vittoria.

## Budynki przypisywane Cassarowi

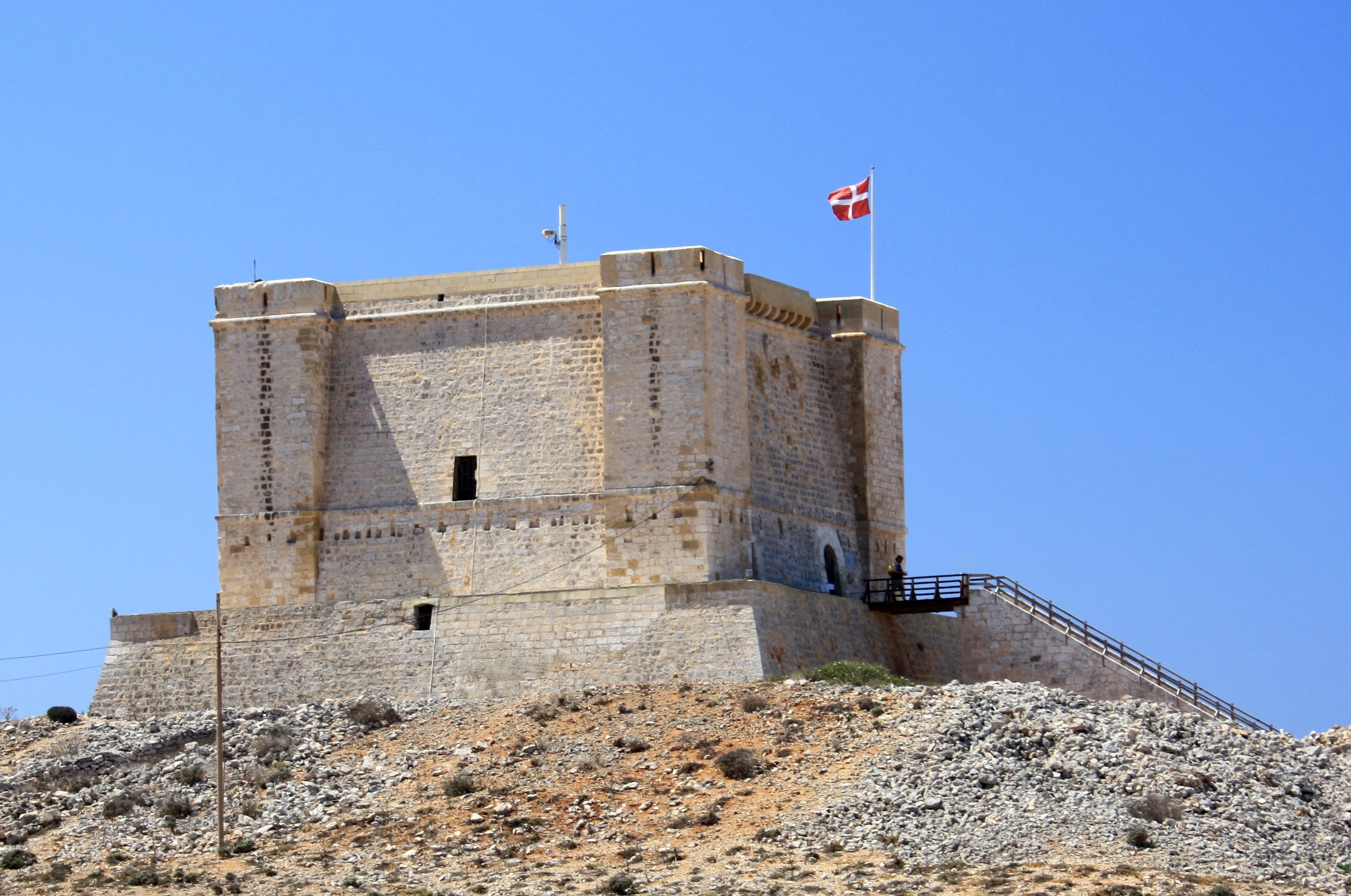
Wieża Świętej Marii, która była przypisana Cassarowi przez Giovanniego Francesco Abelę. Twierdzenie to jest niemożliwe, gdyż Cassar już nie żył, kiedy rozpoczęły się prace nad wieżą.

Zachowało się bardzo mało pisemnych dowodów prac Cassara jako architekta i inżyniera wojskowego. Jedynym dowodem jego prac jako ten ostatni, są dokumenty odnoszące się do kierowania przez niego w latach 1600–1603 przebudową i modernizacją Cittadelli, oraz wzmianki na temat wstępnych szkiców Garzes Tower, datowane na lata 1601–02.
Wiele innych budynków zostało przypisanych Cassarowi, lecz te twierdzenia są wątpliwe lub mało prawdopodobne, głównie z braku dowodów na ich poparcie. Już w roku 1647 Giovanni Francesco Abela przypisał Cassarowi projekt Saint Mary’s Tower na Comino (zbudowanej w 1618). W roku 1703 Bartolomeo dal Pozzo przypisał mu tę samą wieżę, oraz dodatkowo Santa Maria delle Grazie Tower (zbudowaną w 1620), twierdzenie to zostało później powiększone o trzy inne wieże Wignacourta – wieżę Wignacourt w St. Paul’s Bay (1610), St. Lucian (1610–11) oraz St. Thomas (1614). Jednakże uważa się, że Cassar zmarł w roku 1609, zanim rozpoczęto prace nad pierwszą z wież Wignacourta.

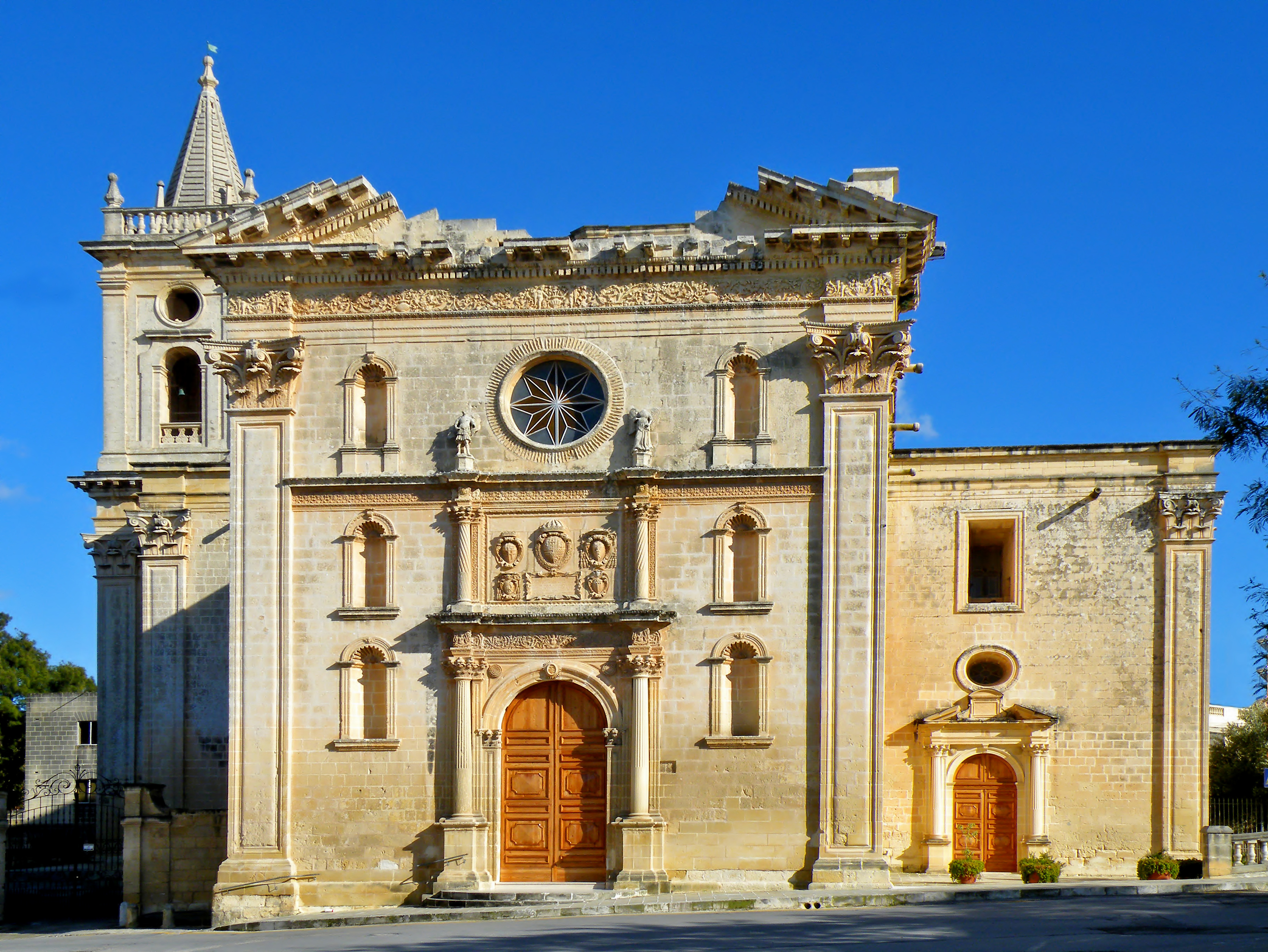
The Kościół parafialny w Birkirkara, jeden z kilku kościołów przypisywanych Cassarowi, mimo braku jakichkolwiek na to dowodów

Poniższe kościoły przypisywane są Vittorio Cassarowi, jednakże bez żadnych dowodów to popierających:
- Bazylika Narodzenia Najświętszej Maryi Panny w Senglei (ok. 1580)
- Kościół św. Jerzego w Qormi (ok. 1584)
- Kościół św. Filipa z Agiry w Żebbuġ (ok. 1599)
- Kościół Matki Bożej w Attard (ok. 1600)
- Kościół Wniebowzięcia Najświętszej Maryi Panny w Birkirkara (ok. 1615)
- Kościół Narodzenia Matki Bożej w Naxxar(inne języki) (ok. 1610)
- Kościół św. Ubaldeski w Paoli (1630)

## Życie prywatne
Vittorio Cassar był porywczy i często brał udział w kłótniach i popełniał inne występki. Został uwięziony na sześć miesięcy w forcie Saint Angelo po nękaniu innego rycerza i pobiciu jego sługi. W 1604 roku on i jego brat Gabriele byli zaangażowani w bójkę z nieokreślonymi „osobami świeckimi”. Okoliczności tego incydentu są nieznane, ale uznano je za poważne wykroczenie.
Gdzieś pomiędzy latami 90. XVI wieku, a rokiem 1606, Inkwizycja oskarżyła i skazała Cassara za praktykowanie wróżbiarstwa. Mówi się, że miał związek z Gioanną La Siracusana, kobietą-magiem i prostytutką. Obecnie uważa się, że „przestępstwo” Cassara polegało na posiadaniu zakazanych manuskryptów na temat magii, które zdobył w Mesynie.